# S (SAB)
S är ett signum i SAB som står för militärväsen.

## SMilitärväsen
- S.07 Materiel och utrustning
- S-c Militärväsen i Sverige
- Sa Landkrigsväsen (Armén)
  - Saa Infanteri
    - Saak Luftburet infanteri och fallskärmsjägare

  - Sab Kavalleri
    - Sabg Intendentur

  - Sac Pansartrupper
  - Sad Artilleri
    - Sadl Luftvärn

  - Sae Fortifikations- och ingenjörstrupper
  - Saf Signaltrupper
  - Sag Underhållstrupper
- Sb Sjökrigsväsen (Flottan)
  - Sbk Ubåtsvapnet
  - Sbl Minkrigföring
  - Sbm Amfibieförband
- Sc Luftkrigsväsen (Flygvapen)
- Se Total krigföring
  - Seg Gerillakrigföring
  - Sei Underrättelseverksamhet
- Sf Kärnvapenkrigföring
- Sg Kemisk och biologisk krigföring
- Sh Psykologisk krigföring
- Si Civilt försvar
- Sj Ekonomiskt försvar
- Sk Frivilligt försvarsarbete (Hemvärnet)
- Sv Vapen
  - Sva Pilbågar och armborst
  - Svb Blankvapen
  - Svd Skyddsvapen
  - Sve Skjutvapen
  - Svh Ammunition, projektiler och sprängämnen